# 阿帕切塔山
16°45′47″S 68°32′10″W / 16.76306°S 68.53611°W
阿帕切塔山（Apachita），是玻利維亞的山峰，位於該國西部拉巴斯省的因加維省，處於喬托萬卡拉尼山西南面、伊米爾瓦瓦尼山東北面，屬於安第斯山脈的一部分，海拔高度4,556米。